# لین، کانزاس
لین (به انگلیسی: Lane) شهری در ایالت کانزاس کشور ایالات متحده آمریکا است که جمعیت آن در سرشماری سال ۲۰۱۰ میلادی، ۲۲۵ نفر بوده‌است.